# Стефан Стойчев
Стефан Стойчев е български революционер, деец на Вътрешната македоно-одринска революционна организация.

## Биография
Стойчев е роден в Карлово, Османската империя. Заедно със съгражданина си Петър Юруков учи в железарското училище в Самоков, където влизат в Тайния македонски революционен кръжок „Трайко Китанчев“. Влиза в четата на Михаил Апостолов. По-късно е в четата на струмишкия войвода на ВМОРО Христо Чернопеев. На 4 февруари 1901 година четата на Чернопеев отсяда в гевгелийското село Баялци, но е разкрита и е обградена от редовна войска от Гевгели и башибозук от съседното българо-турско село Ореховица и албански овчари. При излизането на четата от селото избухва сражение, в което загиват трима милиционери от Баялци - Лазар Андонов Грушев, Христо и Тано Йовови, както и седем четници, между които и братът на Гоце Делчев Мицо Делчев. Стефан Стойчев е тежко ранен, пленен и умира в Гевгели. Според Ангел Динев разкриването на четата става от страна на гъркоманина Гоно Рибаров от Мачуково. Сражението води до тежката Баялска афера, която нанася големи щети на революционната организация.